# Doulos

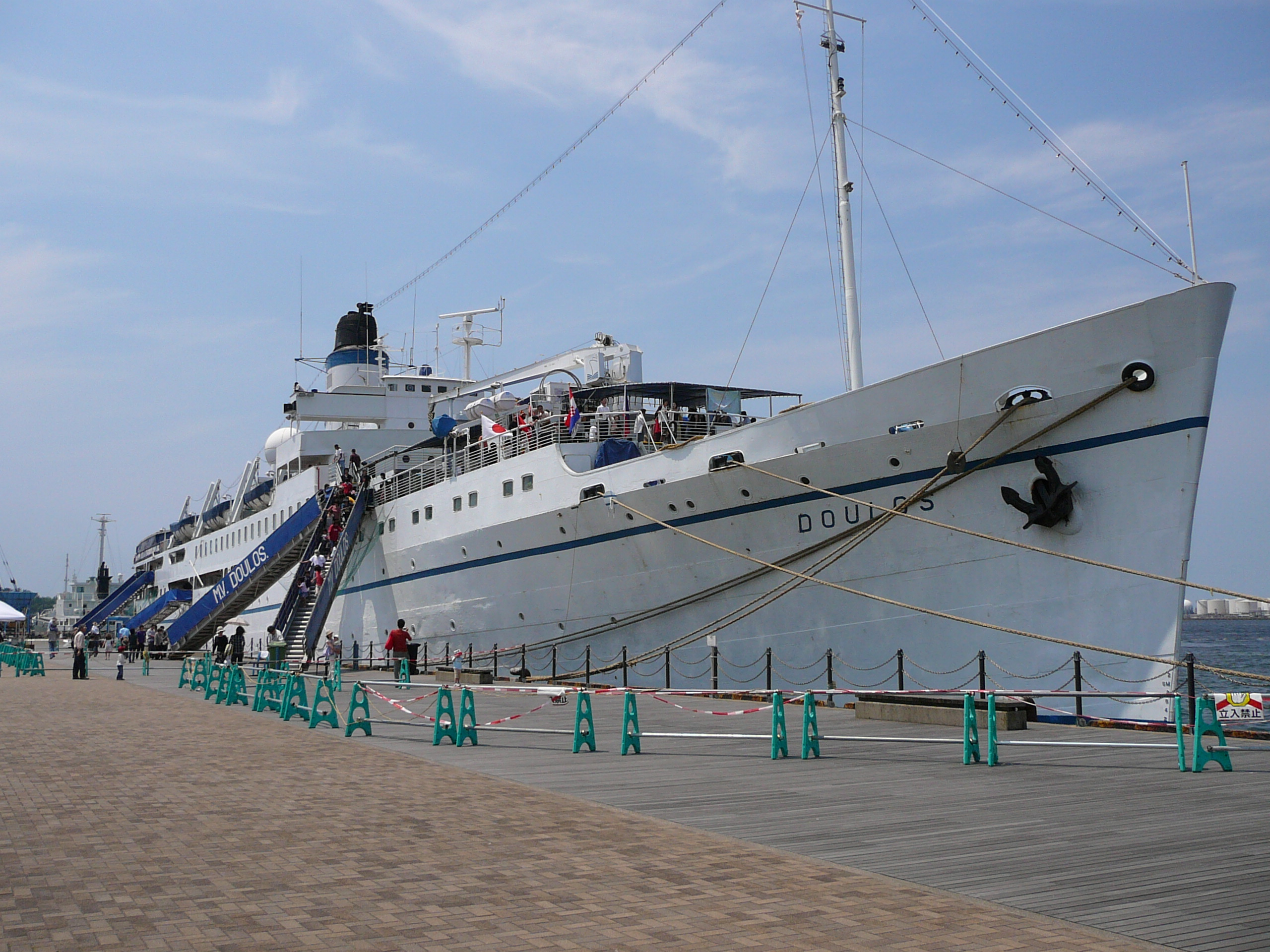
El Doulos en 2007.

El MV Doulos fue adquirido en 1977 por la organización Gute Bücher für Alle ("Buenos Libros para Todos"), con sede en Alemania.
Más de 18 millones de visitantes han sido bienvenidos a bordo para participar de viajes, programas y visitar su librería flotante. El Doulos ha estado en más de 500 puertos de un centenar de países de África, América del Norte, América del Sur, Asia, Australia, Europa, Medio Oriente y muchas islas repartidas por todo el globo. 
El Doulos está reconocido en el libro Guinness World  Records como el barco más viejo realizando viajes interoceánicos que todavía está en actividad.

## Propósito
El Doulos ha visitado ciudades portuarias alrededor del mundo, supliendo con recursos de materiales literarios de contenidos serios y vitales, promoviendo el conocimiento intercultural, capacitando a jóvenes para el servicio y una vida más efectiva, promoviendo una conciencia global, proveyendo ayuda práctica, y en algunas ocasiones, compartiendo el mensaje cristiano de esperanza.

### Librería flotante
El Doulos integraba en su librería flotante una importante cantidad de libros, medio millón de ejemplares constituidos de 4.000 títulos diferentes en varios idiomas, tratando temas como la ciencia, el deporte, los hobbies, la cocina, las artes, la economía, la medicina, así como variados libros religiosos, con la finalidad de cubrir los intereses de personas según edades y culturas.

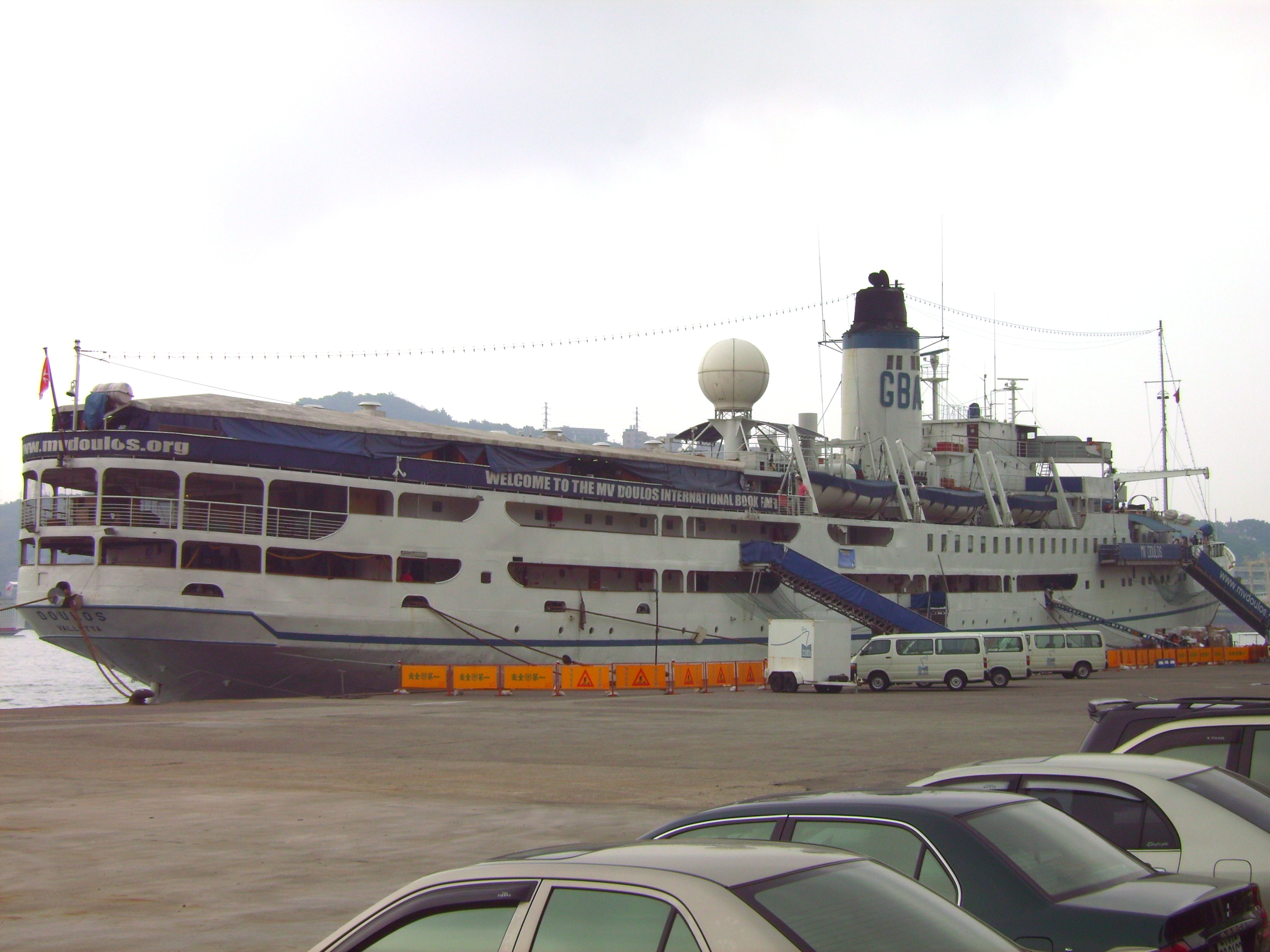

### Promover el conocimiento intercultural
La tripulación y el personal del barco era internacional, representando a más de 50 naciones. Algunos eran profesionales en su especialidad, mientras que otros eran voluntarios y participaban en programas de entrenamiento. Todos cohabitando dentro del barco en un ambiente de fraternidad internacional. Con las visitas en ciudades portuarias del mundo entero proveían a la tripulación experiencias y conocimientos sobre diferentes países y sus culturas.

### Promoción de una conciencia global
El Doulos ha visitado en todos los años de servicio más de 100 países. A través de conferencias y charlas por los diferentes países, los tripulantes comparten sus propias experiencias y su cultura, ampliando la visión de las variedad culturales de los distintos países.

## Historia
El SS Medina fue un buque encargado el 28 de agosto de 1913. Construido en los astilleros de la empresa Newport News Shipbuilding and Dry Dock Company de Newport News, fue concluido en el año 1914 e hizo su viaje inaugural ese mismo año.
En 1977 el barco fue adquirido por la organización privada y sin fines lucrativos Gute Bücher für Alle ("Buenos Libros para Todos"), con sede en Alemania cuando este se llamaba Franca C, y pasó entonces a denominarse Doulos. Fue transformado en librería flotante y viajó por todos los mares y océanos del mundo. Dio su última vuelta al mundo en 2009 antes de ser retirado a finales del mismo año.
El 18 de marzo de 2010 el barco fue entregado a su nuevo propietario, Eric Saw, administrador y director general de BizNaz Resources International, quien ha deseado conservarlo. Desde ese momento pasa a denominarse MV Doulos Phos1. En septiembre de 2013, fue remolcado a Batam, Indonesia, para su remodelación para ser convertido en parte de un complejo hotelero de unos 25 millones de dólares en la isla de Bintan.
El barco ha servido de carguero, luego para el transporte de pasajeros y más tarde como librería flotante hasta 2009. Actualmente es el Doulos Phos. A lo largo de su centenaria carrera ha recibido diferentes nombres: SS Medina, SS Roma, MV Franca C, MV Doulos y MV Doulos Phos. Ha sido utilizado para cuatro propósitos distintos: transporte de mercancías, movilización de inmigrantes, como crucero turístico, y como navío educacional, de ayuda y de esperanza a las personas del mundo. Ha sido extensamente renovado y mejorado, y ha sufrido dos recambios de máquinas. Está registrado en los Estados Unidos, Panamá, Italia y Malta.

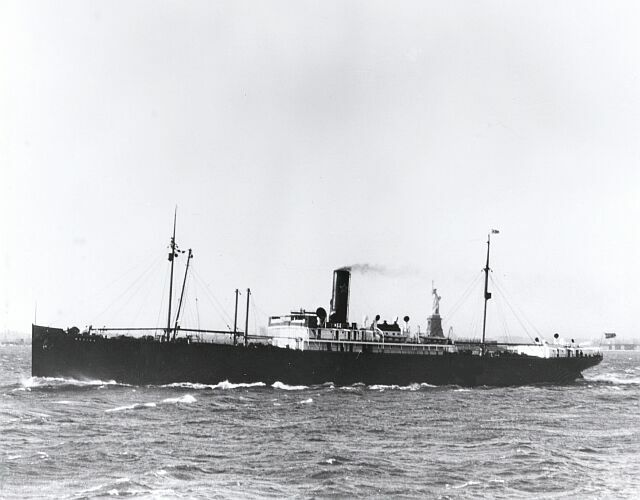
El SS Medina en Nueva York en su viaje inaugural, pasado frente a la Estatúa de la Libertad en 1914.
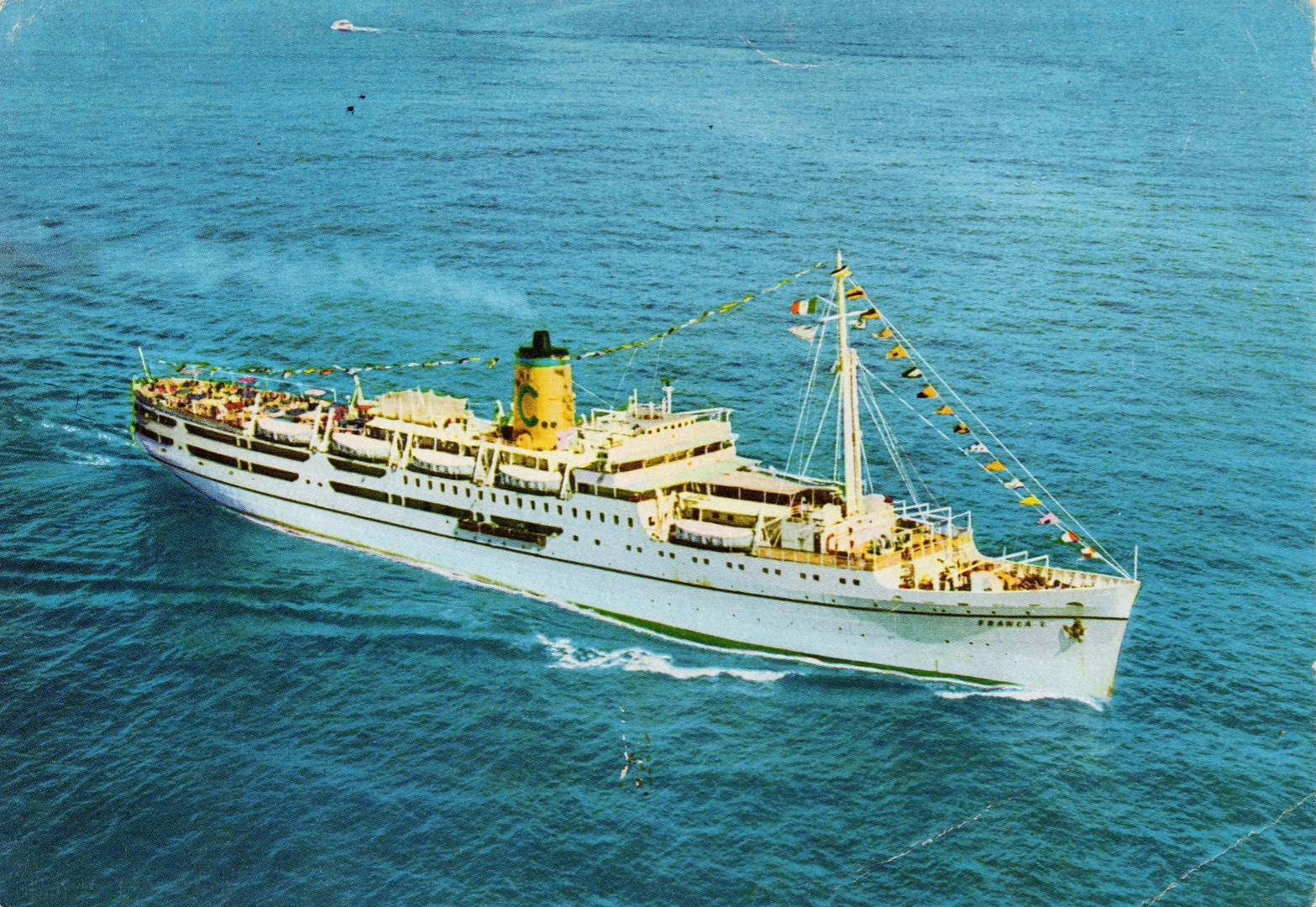
El barco cuando era el Franca C.
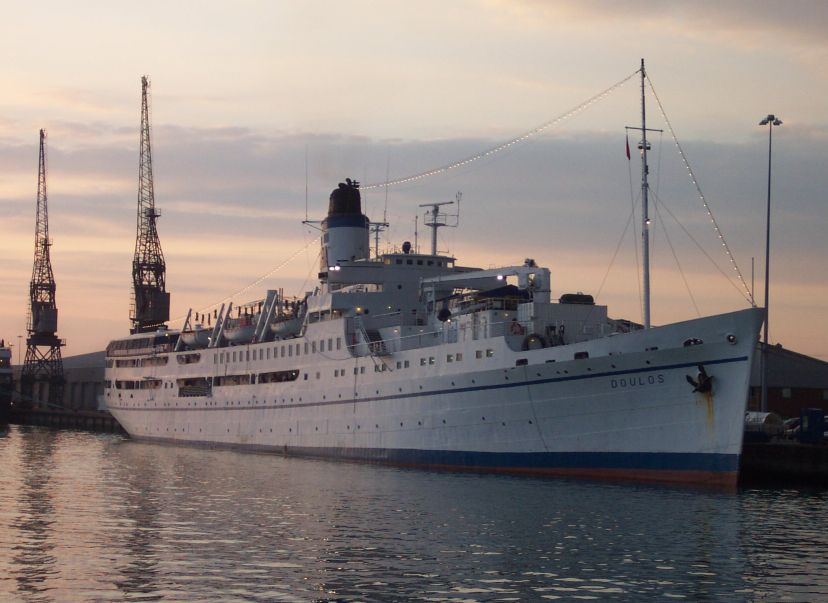
El MV Doulos en Southampton en 2004.
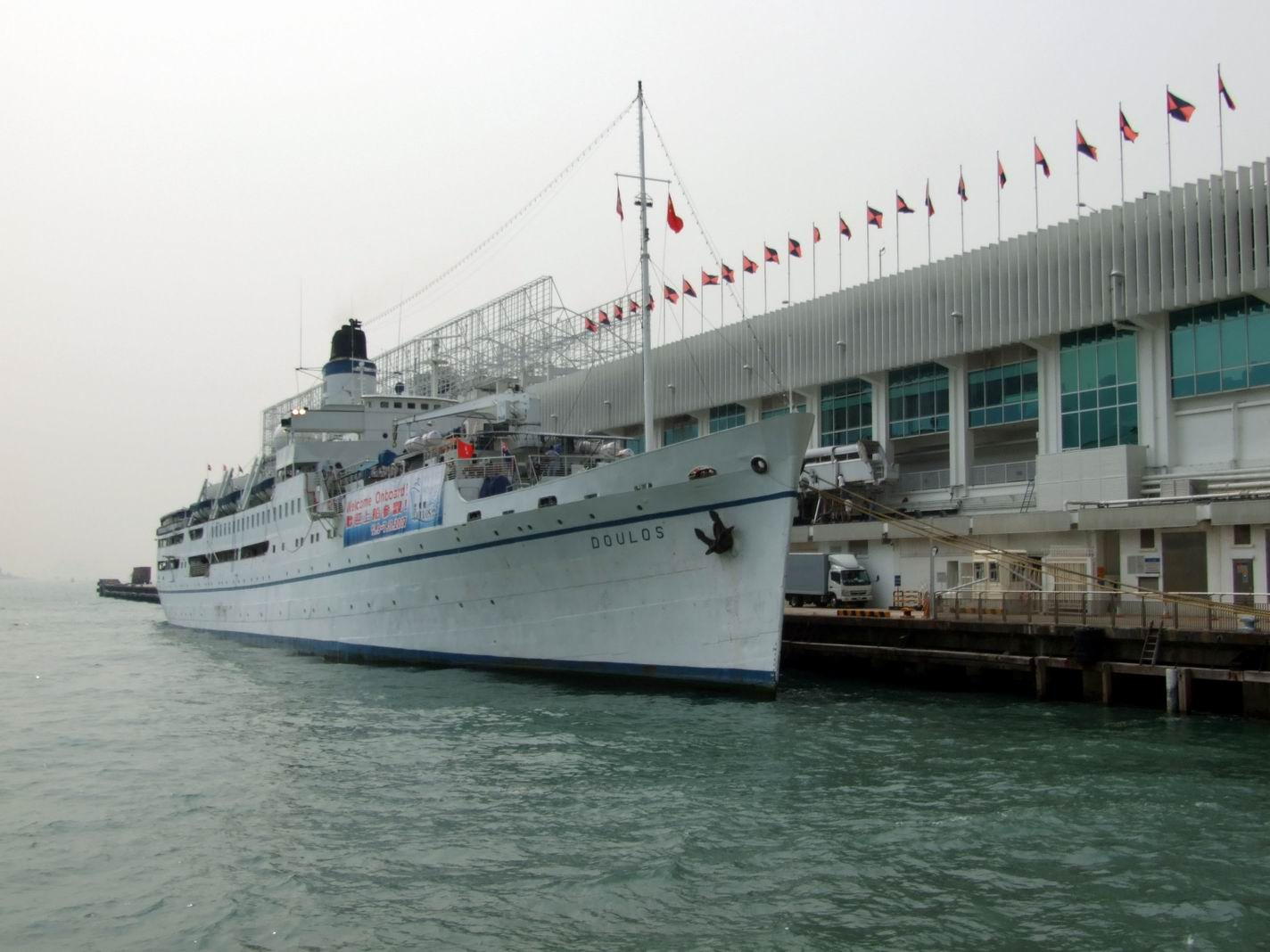
El MV Doulos en Hong Kong.
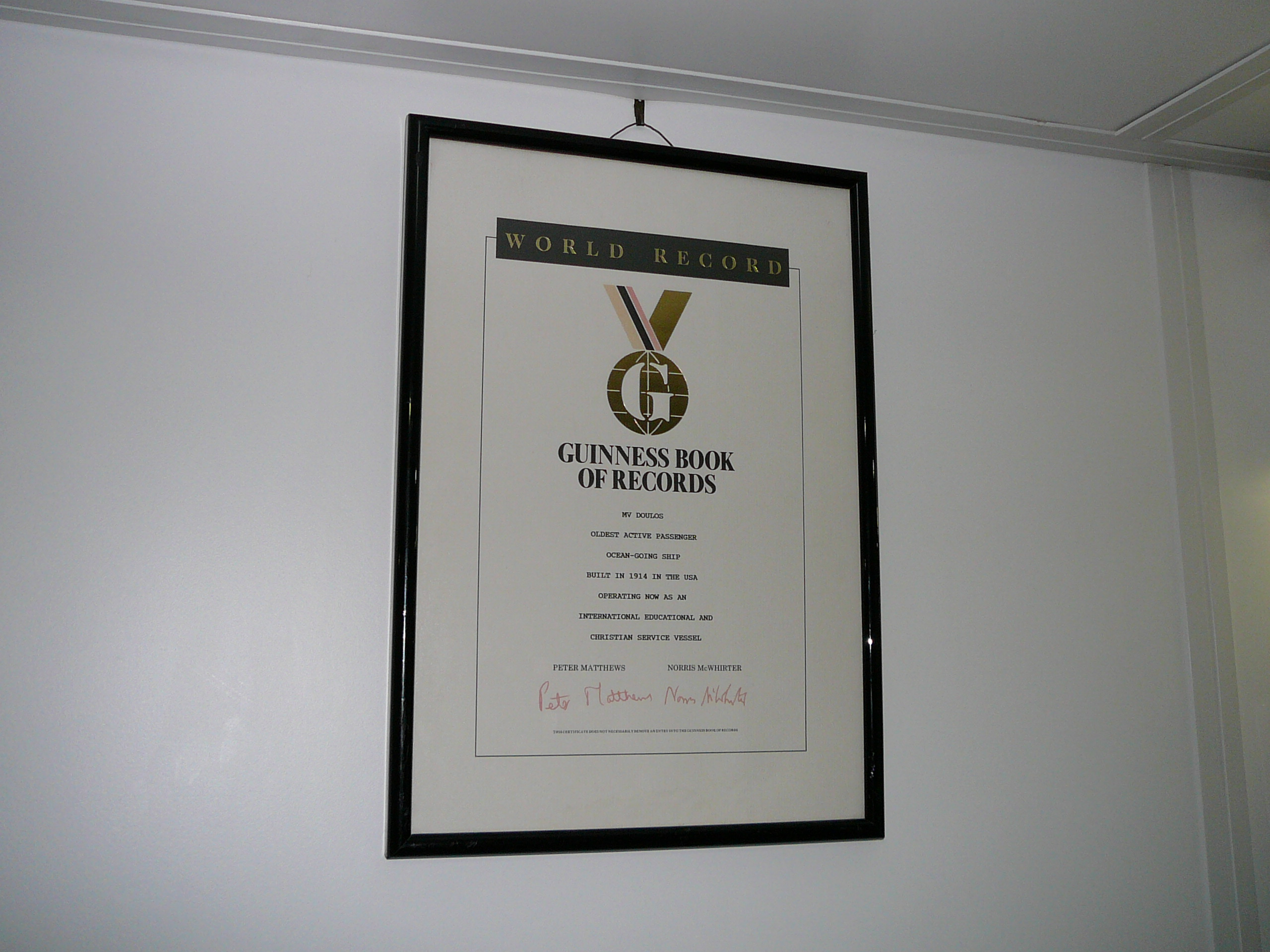
Diploma acreditativo del récord Guinness.

## Anexos
- Logos (barco)
- Logos Hope